# Kaán Károly
Kaán Károly (Nagykanizsa, 1867. július 12. – Budapest, 1940. január 28.) magyar erdőmérnök, gazdaságpolitikus, a Magyar Tudományos Akadémia levelező tagja. Nevéhez fűződik a magyarországi erdőgazdálkodás újjászervezése, az Alföld fásítási programja és a korszerű állami természetvédelem megszületése.

## Életpályája
Középiskoláit szülővárosában végezte. 1885–1889 között a selmecbányai bányászati és erdészeti akadémia hallgatója volt, erdészoklevelét 1890-ben szerezte meg. 1889-ben a besztercebányai erdőigazgatáshoz osztották be, ahol 1892-től erdészjelöltként, 1895-től erdészként dolgozott. 1898-ban állami ösztöndíjjal a karlsruhei műszaki főiskolán, valamint a badeni fekete-erdei erdőgazdaságban folytatott tanulmányokat. Ezt követően hosszabb tanulmányutat tett Ausztriában, Bukovinában, Galíciában és Dél-Németországban. 1901-ben főerdészi, 1907-ben erdőmesteri kinevezést kapott. 1908-ban áthelyezték a földművelésügyi minisztérium kincstári erdőket felügyelő I/B. főosztályára. 1912-től mint főerdőtanácsos a kincstári erdők gazdasági és igazgatási ügyeiért felelős I/B. I. osztály munkáját vezette. 1914-től természetvédelmi kormánybiztos volt, 1916-ban pedig a kincstári erdők I/B. főosztályának vezetője lett. 1918-ban a Károlyi-kormányban az erdőigazgatás országos vezetőjévé nevezték ki és pozícióját a kommün idején is megtartotta. 1919-ben az erdő- és faügyek kormánybiztosa lett, 1924-ig helyettes államtitkári, 1924–1925-ben címzetes államtitkári címmel. 1925-ben nyugalomba vonult, és hátralévő éveit a természetvédelemnek szentelte. 1938-tól haláláig az Országos Természetvédelmi Tanács elnökeként tevékenykedett.

## Munkássága

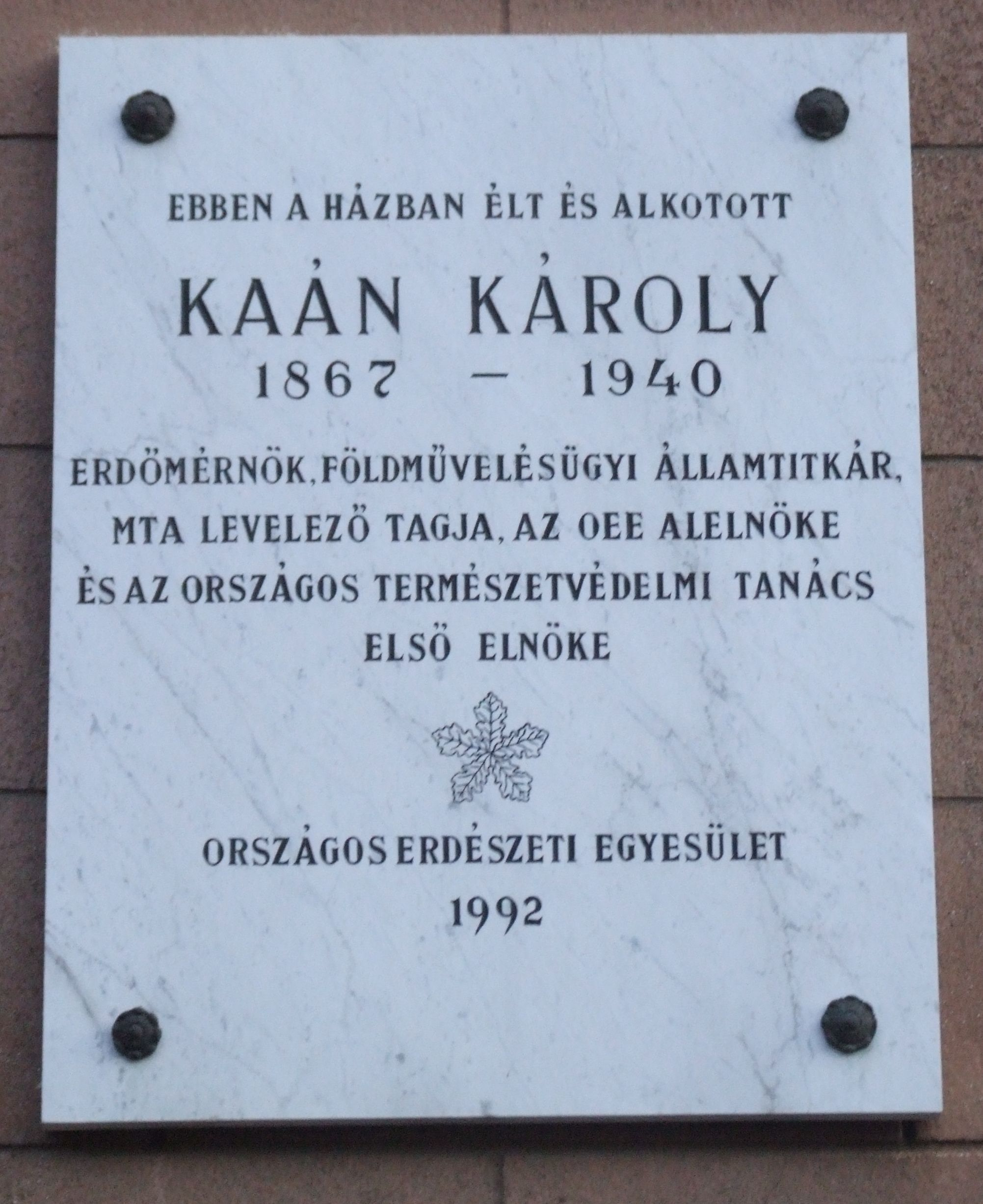
Emléktáblája egykori lakóhelyén, a Budapest XII. kerületi Szilágyi Erzsébet fasor 10. szám alatt

Az országos erdőgazdálkodás erős kezű szakembere volt, sokat tett az erdei termékek gazdasági haszonvételének racionalizálásáért, emellett újjászervezte az állami erdőigazgatás rendszerét. A fakitermelő vállalatok rablógazdálkodásának megfékezésére sürgette az állami beavatkozást. Miután Magyarország erdőterületeinek 84%-át 1920-ban a trianoni diktátummal elveszítette és faínség veszélyeztette az országot, Kaán figyelmét, kezdeményezőkészségét és szakértelmét az Alföld átfogó fásítási terveinek szentelte. Fáradozásainak köszönhetően 1923-ban született meg az Alföld-fásítási törvény (1923. évi XIX. tc.), amelyben foglaltak alapján megindultak a munkálatok. Noha a terv végül csak részlegesen valósult meg, az alföldi erdő- és fás területek számottevően gyarapodtak. Kaán ezen túl egyik előharcosa volt a modern szemléletű természetvédelemnek, erőfeszítéseinek köszönhetően született meg 1935-ben az erdő- és természetvédelemről szóló törvény (1935. évi IV. tc.), amely elrendelte a védelem alatt álló növény- és állatfajok körét, valamint a természeti értékek védelmében lehetővé tette a kármegelőző állami kisajátítást is. Nyugdíjas éveiben gazdaságpolitikai kérdésekkel, erdészet- és gazdaságtörténeti kutatásokkal is foglalkozott.

## Díjai, elismerései
Tudományos eredményei elismeréseként 1924-ben a Magyar Tudományos Akadémia levelező tagjává választotta. 1920–1923 között az Országos Erdészeti Egyesület alelnöki tisztét töltötte be, 1940-től pedig a társaság tiszteleti tagja volt. A finn erdészettudományi társaság már korábban, 1934-ben tiszteleti tagjává választotta, 1938-ban pedig a József Nádor Műszaki és Gazdaságtudományi Egyetem soproni Bánya-, Kohó- és Erdőmérnöki Karának tiszteletbeli doktora lett.

## Emlékezete
Tiszteletére az Országos Erdészeti Egyesület 1984-ben Kaán Károly-emlékérmet alapított, amellyel az erdőgazdálkodásban és természetvédelemben kiemelkedő munkásságú személyeket jutalmazzák. Nevét viseli a Nagy-Hárs-hegy (Budapest) csúcsán álló Kaán Károly-kilátó, a Szent György-hegyen található Kaán Károly turistaház (kulcsosház) és a Bükkben, valamint a Visegrádi-hegységben a Kaán Károly-forrás.

## Főbb művei

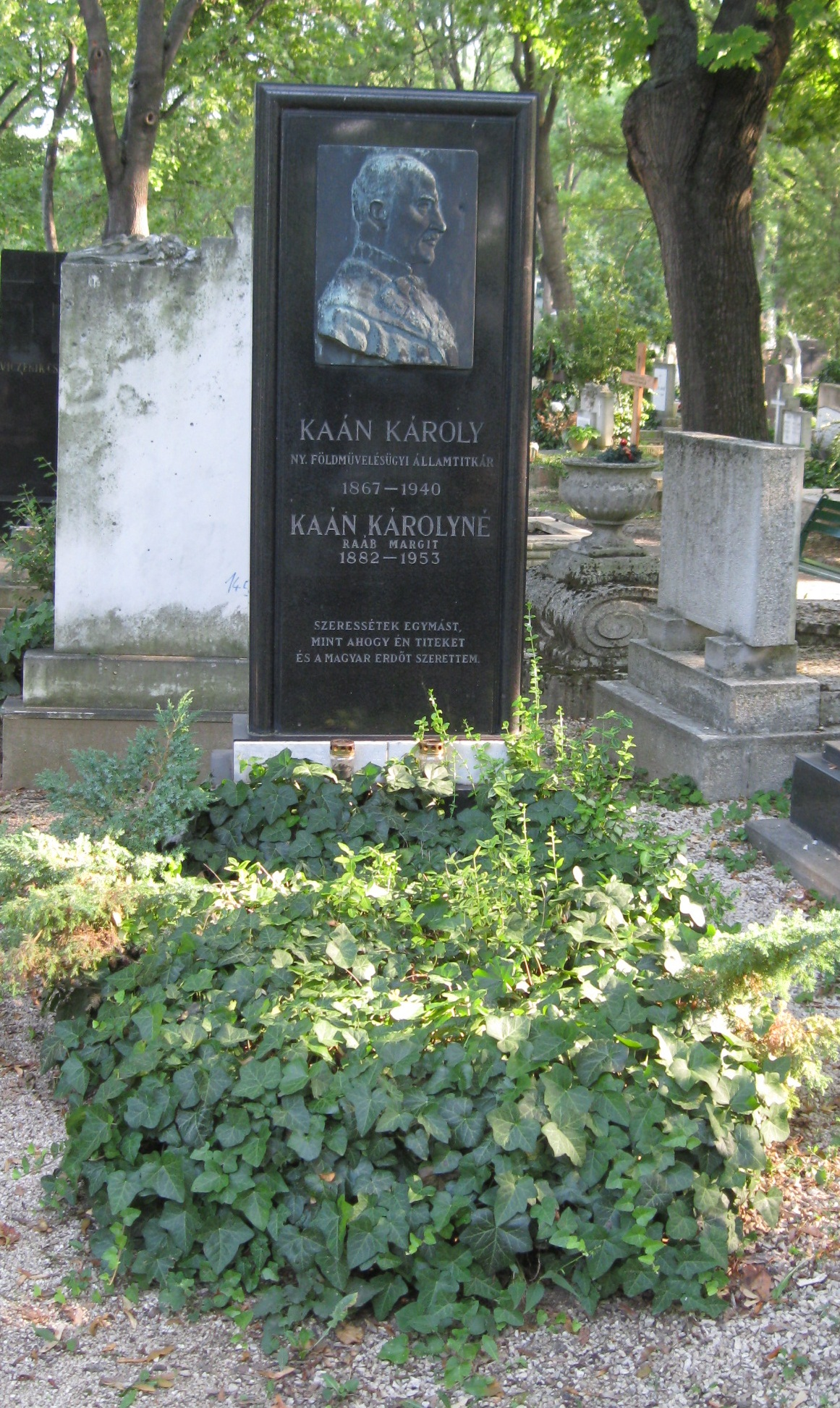
Kaán Károly sírja a Farkasréti temetőben (6/4). Alkotó: Sidló Ferenc

- Nemzeti akczió és erdőgazdaság, in: Erdészeti Lapok, 1902. 4. sz.
- Külföldi erdőgazdaságok faértékesítő eljárásai, Budapest, 1904
- A természeti emlékek fenntartása, Budapest, 1909
- Erdőgazdasági eredmények és azok gazdaságpolitikai következései, in: Erdészeti Lapok, 1911. 1. sz.
- A természetvédelem és a természeti emlékek fenntartásának kérdéseihez, Budapest, 1914
- Erdőt az Alföldre! In: Köztelek 1920 (különlenyomatban is)
- Erdőgazdaság-politikai kérdések, Budapest, 1920
- Erdőgazdasági problémák és azok megoldása, Budapest, 1923
- Gróf Széchenyi István és a Nagy Magyar Alföld, Budapest, 1925
- A magyar Alföld: Gazdaságpolitikai tanulmány, Budapest, 1927
- A Magyar Tudományos Akadémia és az erdőgazdasági tudományok Budapest, 1928
- Az Alföld problémája, Pécs, 1929
- Természetvédelem és a természeti emlékek, Budapest, 1931
- Települések és telepítések, Budapest, 1933
- Gazdaságpolitikai feladatok, Budapest, 1936
- Alföldi kérdések: Erdők és vizek az Alföld kérdéseiben, Budapest, 1939